# Plazmalogen sintaza
Plazmalogen sintaza (EC 2.3.1.25, lizoplasmenilholinska aciltransferaza, O-1-alkenilglicero-3-fosforilholinska aciltransferaza, 1-alkenil-glicero-3-fosforilholin:acil-KoA aciltransferaza) je enzim sa sistematskim imenom acil-KoA:1-O-alk-1-enil-glicero-3-fosfoholin 2-O-aciltransferaza. Ovaj enzim katalizuje sledeću hemijsku reakciju
acil-KoA + 1-O-alk-1-enil-glicero-3-fosfoholin {\displaystyle \rightleftharpoons } KoA + plazmenilholin

## Literatura
- Nicholas C. Price; Lewis Stevens (1999). Fundamentals of Enzymology: The Cell and Molecular Biology of Catalytic Proteins (Third изд.). USA: Oxford University Press. ISBN 019850229X.
- Eric J. Toone (2006). Advances in Enzymology and Related Areas of Molecular Biology, Protein Evolution (Volume 75 изд.). Wiley-Interscience. ISBN 0471205036.
- Branden C; Tooze J. Introduction to Protein Structure. New York, NY: Garland Publishing. ISBN 0-8153-2305-0.
- Irwin H. Segel. Enzyme Kinetics: Behavior and Analysis of Rapid Equilibrium and Steady-State Enzyme Systems (Book 44 изд.). Wiley Classics Library. ISBN 0471303097.
- William P. Jencks (1987). Catalysis in Chemistry and Enzymology. Dover Publications. ISBN 0486654605.

## Spoljašnje veze
- Plasmalogen+synthase на 